# Шубаркайын
Шубаркайын (каз. Шұбарқайың, до 2017 г. — Пантелеймоновка) — село в Самарском районе Восточно-Казахстанской области Казахстана. Входит в состав Самарского сельского округа. Код КАТО — 635063500.

## Население
В 1999 году население села составляло 355 человек (171 мужчина и 184 женщины). По данным переписи 2009 года, в селе проживало 218 человек (111 мужчин и 107 женщин).